# Prosthechea allemanoides
Prosthechea allemanoides är en orkidéart som först beskrevs av Frederico Carlos Hoehne, och fick sitt nu gällande namn av Wesley Ervin Higgins. Prosthechea allemanoides ingår i släktet Prosthechea och familjen orkidéer. Inga underarter finns listade i Catalogue of Life.